# Bombardements de Barcelone
Guerre d'Espagne
Les bombardements de Barcelone de mars 1938 sont une série de raids aériens menés par les nationalistes du 16 au 18 mars 1938 pendant la guerre d'Espagne. Environ 1 300 civils furent tués et au moins 2 000 autres blessés.

## Contexte historique
En mars 1938, les nationalistes avaient lancé une offensive en Aragon, après la bataille de Teruel et lorsque l'Allemagne occupe l'Autriche. Le 15 mars, le gouvernement français de Léon Blum décide de rouvrir sa frontière avec l'Espagne et le matériel russe commence à transiter à Barcelone. Mussolini décide de mener une campagne de bombardements aériens contre Barcelone afin d'« affaiblir le moral des Rouges. » Le dictateur italien pensait comme le général Giulio Douhet qu'une guerre pouvait être gagnée en utilisant l'arme aérienne à des fins de terreur.

## Les bombardements
Entre le 16 et le 18 mars, Barcelone fut bombardée par les avions italiens de la Aviazione Legionaria. Les bombardiers décollèrent de Majorque sous les couleurs espagnoles. Le premier raid a lieu à 10 heures du matin le 16 mars par les Heinkel He 51 allemands. Après l'attaque allemande, 17 raids furent conduits contre la ville par des bombardiers italiens Savoia-Marchetti SM.79 et Savoia-Marchetti SM.81 dans des intervalles de 3 heures chacun jusqu'au 18 mars à 3 heures du matin. Barcelone disposait de faibles défenses anti-aériennes républicaines et pas de couverture aérienne ; l'armée de l'air républicaine n'envoya pas de chasseurs à Barcelone avant l'après-midi du 17 mars.
La vague répétée d'attaques aériennes menée par les Italiens rendait les alertes au bombardement de la ville inutiles, car il n'était pas clair si les sirènes annonçaient le début ou la fin d'une attaque. Au total, les bombardiers italiens larguèrent 44 tonnes de bombes sur Barcelone et environ 1 000 à 1 300 civils périrent.

## Conséquences
Les démocraties occidentales ont condamné les raids. Le secrétaire d'État des États-Unis, Cordell Hull, déclarant : « Aucune théorie de la guerre ne peut justifier un tel comportement... Je pense que je parle au nom du peuple américain tout entier ! » Le 19 mars, Franco demande la fin des bombardements, craignant des complications à l'étranger. De son côté, Mussolini se réjouit : « Cela va remonter notre cote en Allemagne où l'on aime la guerre totale et impitoyable. »

## Postérité et mémoire

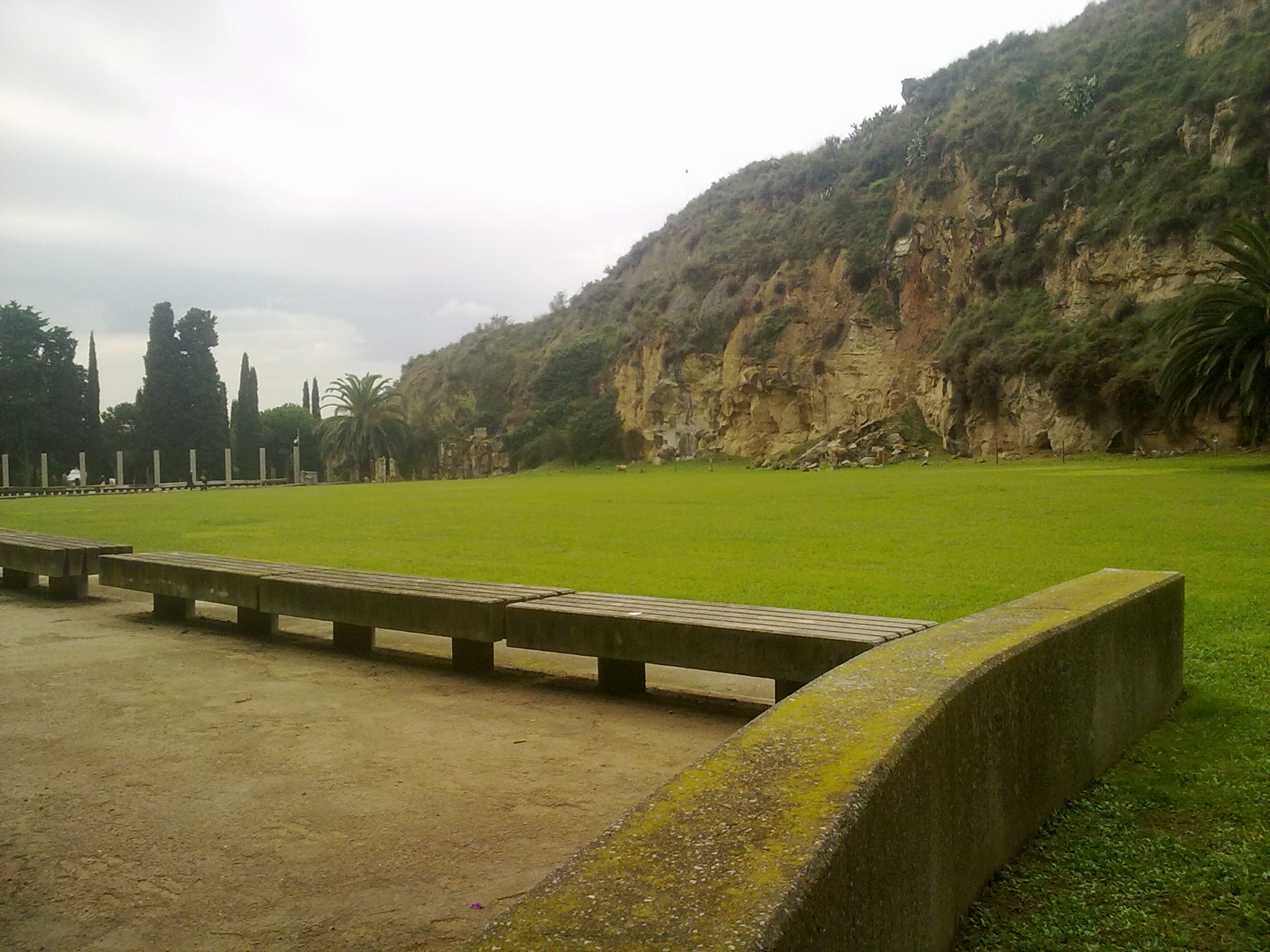
Le monument aux morts du Fossar de la Pedrera de Beth Gali.

La plupart des victimes sont ensevelies au Fossar de la Pedrera, sur la montagne de Montjuïc à Barcelone.
Le site est monumentalisé par l'architecte Beth Galí dans les années 1980.
Il est aujourd'hui un haut lieu de mémoire de la République et de la guerre d'Espagne, près du cimetière de Montjuïc.
Inauguré en 1985, le lieu fait l'objet de nombreuses cérémonies commémoratives, demeurant un site reconnu du tourisme de mémoire en Europe.
L'espace commémoratif comprend notamment le mausolée du président catalan Lluís Companys, livré en 1940 par le régime de Vichy et assassiné pendant la Seconde Guerre mondiale dans le château de Montjuïc, situé sur les hauteurs de Montjuïc.